# Émetteur de Saint-Pern
L'émetteur de Saint-Pern est un émetteur de télévision et de radiodiffusion implanté sur la commune de Saint-Pern dans le nord-ouest du département d'Ille-et-Vilaine. Il dessert pour l'émission de la télévision hertzienne l'essentiel de l'Ille-et-Vilaine, l'Est des Côtes-d'Armor et du Morbihan, ainsi que le Sud Manche.

## Histoire
L’émetteur a été inauguré le 30 octobre 1959 par Roger Frey et Marien Leschi. 

## Caractéristiques techniques
L'altitude du site est de 178 mètres. L'émetteur est équipé d'un pylône de transmission TDF de 271 mètres de hauteur. 
Les émissions sont de type FM et numérique.

## RadioFM
Le site de diffusion émet les radios publiques à destination d'Ille-et-Vilaine, de l'Est du Côtes-d'Armor et du Morbihan :
| Fréquence | Radio                 | Puissance (PAR) | RDS (PS) |
| --------- | --------------------- | --------------- | -------- |
| 89.9      | France Musique        | 100 kW          | _MUSIQUE |
| 93.5      | France Inter          | 100 kW          | __INTER_ |
| 98.3      | France Culture        | 100 kW          | _CULTURE |
| 103.1     | France Bleu Armorique | 100 kW          | BLEUARMO |

## Télévision

### Diffusion analogique
Dans la concession de la chaîne La Cinq signée le 18 janvier 1986, il est prévu une diffusion sur le canal 34 avec une puissance de 17 kW seulement.
Cela commence le 15 décembre 1986 comme sur l'émetteur de Roc'h Trédudon près de Brest.
La CNCL autorise La Cinq à augmenter la puissance de l'émetteur à 75 kW le 26 mai 1987, couvrant ainsi l'Ille-et-Vilaine et les bords des départements voisins.
Quant à la 6e chaîne, la diffusion de TV6 était prévue dans la concession signée le 21 février 1986.
Elle a été effective durant le 4e trimestre avec une puissance de 17 kW sur le canal 31.
La puissance a été augmentée le 31 octobre 1987.
| Chaîne                                        | Puissance (PAR) | Canal | Gamme d'ondes | Polarisation |
| --------------------------------------------- | --------------- | ----- | ------------- | ------------ |
| TF1                                           | 370 kW          | 39    | UHF           | Horizontale  |
| France 2                                      | 370 kW          | 45    | UHF           | Horizontale  |
| France 3 Haute-Bretagne                       | 370 kW          | 42    | UHF           | Horizontale  |
| Canal+                                        | 500 kW          | 7     | VHF           | Horizontale  |
| France 5 (de 3 h à 19 h) Arte (de 19 h à 3 h) | 50 kW           | 34    | UHF           | Horizontale  |
| M6                                            | 50 kW           | 31    | UHF           | Horizontale  |
| TV Rennes 35                                  | 18 kW           | 62    | UHF           | Horizontale  |

L'émetteur de Saint-Pern a émis ces chaînes jusqu'à l'arrêt de la diffusion analogique en Bretagne le 8 juin 2010.
Source : "Liste des anciens émetteurs de télévision français" (fichier PDF)

### Diffusion numérique
La composition des multiplex (R1 à R6) a été remaniée en automne 2005, en décembre 2006 et le 30 octobre 2008. 
Les multiplex R7 et R8 ont commencé à émettre le 26 mars 2013. À la suite du passage à la TNT HD le 5 avril 2016, les multiplex R5 et R8 ont été supprimés. Le multiplex R9 (normes HEVC et DVB-T2) permettant la diffusion de chaînes en UHD et HD-HDR est activé le 27 février 2024.
| Multiplex | Mode   | LCN               | Chaînes                                                      | Canal | Puissance (PAR) | Diffuseur |
| --------- | ------ | ----------------- | ------------------------------------------------------------ | ----- | --------------- | --------- |
| R1        | DVB-T  | 2 3 4 16 35       | France 2 France 3 Bretagne France 4 France Info TVR          | 21H   | 79 kW           | Towercast |
| R2        | DVB-T  | 12 13 14 17 18 19 | Gulli BFM TV CNews CStar T18 Novo 19                         | 40H   | 79 kW           | Towercast |
| R4        | DVB-T  | 5 6 7 9 22 26     | France 5 M6 Arte W9 6ter Paris Première                      | 36H   | 79 kW           | Towercast |
| R6        | DVB-T  | 1 8 10 11 15      | TF1 LCP TMC TFX LCI                                          | 24H   | 79 kW           | Towercast |
| R7        | DVB-T  | 20 21 23 24 25    | TF1 Séries Films L'Équipe RMC Story RMC Découverte Chérie 25 | 46H   | 79 kW           | Towercast |
| R9        | DVB-T2 | 52 53 56          | France 2 UHD Test UHD M6 HDR                                 | 26H   | 2 kW            | TDF       |

Source : Emetteurs TNT dans l'Ille-et-Vilaine sur le forum de tvnt.net (consulté le 1er mars 2024)

## Téléphonie mobile
| Opérateur        | 2G  | 3G  | 4G  | 5G  | FH  |
| ---------------- | --- | --- | --- | --- | --- |
| SFR              | Oui | Oui | Oui | Non | Oui |
| Bouygues Telecom | Oui | Oui | Oui | Oui | Oui |
| Free             | Non | Oui | Oui | Oui | Oui |

Source : Situation géographique du site sur cartoradio.fr (consulté le 10 avril 2017).

## Autres réseaux
- IFW (opérateur de WiMAX) : BLR de 3 GHz
- Direction des Routes : COM TER
- Altitude Infrastructure[4] : BLR de 3 GHz / Faisceau hertzien
- TDF : Faisceau hertzien

Source : Situation géographique du site sur cartoradio.fr (consulté le 10 avril 2017).

## Photos du site
- Annuaireradio.fr (consulté le 10 avril 2017)
- Galerie de photos de tvignaud (aller dans la région "Bretagne" puis cliquer sur "Rennes - Saint Pern (35)") (consulté le 10 avril 2017)